# SC Vorwärts Breslau
SC Vorwärts Breslau was een Duitse voetbalclub uit Breslau, dat tegenwoordig het Poolse Wrocław is.

## Geschiedenis
De club werd opgericht in 1910 en speelde vanaf 1920 in de hoogste klasse van de Breslause competitie. De club eindigde meestal in de middenmoot. In 1928 werd de club vijfde. Het volgende seizoen kwalificeerde de club zich voor de Midden-Silezische competitie en verloor daar van Breslauer SpVgg Komet 05. De volgende jaren eindigde de club weer in de middenmoot.
In 1933 werd de Gauliga Schlesien ingevoerd als nieuwe hoogste klasse, waarvoor enkel de top vier zich plaatste. Vorwärts was erbij en plaatste zich voor enkele traditieclubs. In het eerste jaar werden ze vijfde op tien clubs. Het volgende seizoen werd de club vicekampioen achter Vorwärts-RaSpo Gleiwitz. Hierna ging het bergaf met Vorwärts tot een degradatie volgde in 1937/38. In 1940 promoveerde de club opnieuw, maar werd voorlaatste en degradeerde opnieuw. Hierna werd de Gauliga Schlesien opgeheven en verder onderverdeeld door de ontwikkelingen in de Tweede Wereldoorlog. De club kon wel nog zijn vel redden door aan een eindronde deel te nemen met drie tweedeklassers, maar werd hierin derde en degradeerde alsnog.
Vorwärts slaagde er in 1943 in te promoveren naar de Gauliga Niederschlesien die voor dat seizoen in vier reeksen opgedeeld was. Vorwärts werd groepswinnaar en speelde de finale van Breslau tegen Breslauer SpVgg 02 en verloor deze met duidelijke 0-8 en 2-4 cijfers.
Het volgende seizoen werd niet meer gespeeld. Na het einde van de oorlog werd Breslau een Poolse stad, alle Duitse inwoners werden verjaagd en de voetbalclub werd opgeheven.